# Valentine Bourgeois
Valentine Bourgeois (Verviers, 11 oktober 1986) is een Belgisch politica voor cdH, sinds maart 2022 Les Engagés genaamd, en voormalig Waals Parlementslid.

## Levensloop
Bourgeois werd leerkracht aan het Saint-Josephinstituut in Welkenraedt.
Ze werd eveneens politiek actief voor het cdH en was voor deze partij van 2012 tot 2015 gemeenteraadslid van Theux.
In januari 2019 werd Bourgeois lid van het Waals Parlement en het Parlement van de Franse Gemeenschap ter opvolging van Isabelle Stommen, die ontslag nam wegens de decumul die in het Waals Parlement in werking trad. Ze bleef lid van beide parlementen tot in mei 2019. Bij de Waalse verkiezingen die maand stond ze als tweede opvolgster op de cdH-lijst voor het arrondissement Verviers.